# Main-Taunusvorland
Als Main-Taunusvorland (Haupteinheit 235) wird das an den Rheingau nach Osten anschließende, dem Mittelgebirge Taunus vorgelagerte Randhügelland des zum Oberrheinischen Tiefland gezählten Rhein-Main-Tieflandes bezeichnet. 

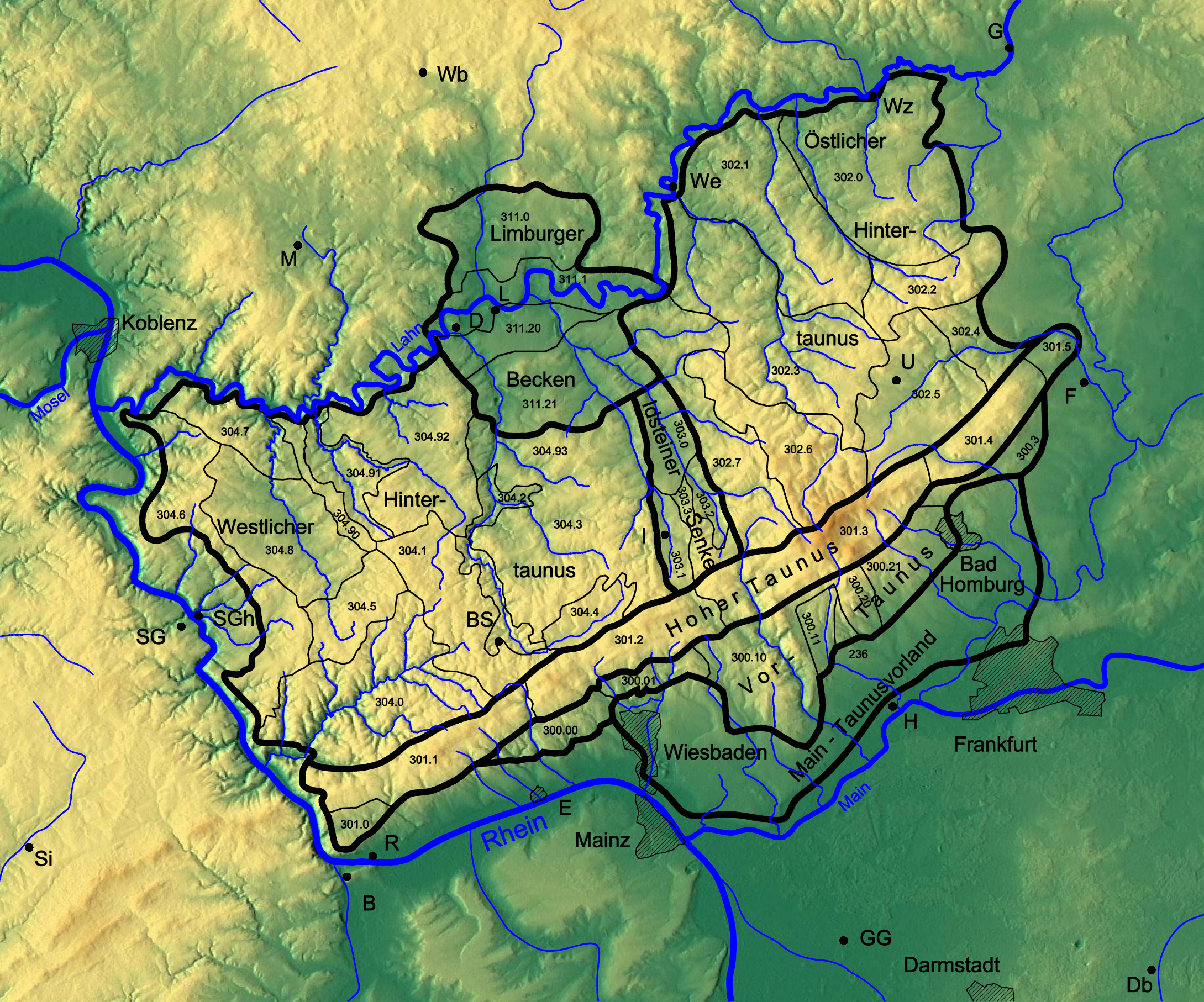
Naturräumliche Gliederung des Taunus

## Naturräumliche Lage
Neben den auch hier verbreiteten Lößböden, die stellenweise stark entkalkt sind, haben tertiäre Schichten Anteil am Aufbau dieses Randhügellandes. Durch den vom Taunus vorspringenden Eppsteiner Horst gliedert sich das Main-Taunusvorland in das westlich gelegene Wiesbadener Taunusvorland, mit Wiesbadener Bucht und Hochheimer Ebene, und das nordöstliche Main-Taunusvorland mit der gegen den Taunus vorspringenden Homburger Bucht. 
Das nach Süden und Südosten sich zum Main hin senkende Taunusvorland ist klimatisch durch einen besonders frühen Beginn der Vegetationsperiode gekennzeichnet. Hier früher wohl weit verbreitete thermophile Buchenwälder haben einem ertragreichen Acker- und Obstbau Platz gemacht. Mit dieser Exposition und seiner räumlichen Zuordnung zu den Ballungsräumen des Rhein-Main-Gebietes bietet es sich als bevorzugtes Wohngebiet an. Damit einhergehender starker Landschaftsverbrauch durch Bebauung lässt bereits jetzt wesentliche Änderungen des seitherigen Naturhaushaltes, insbesondere des Abflussregimes, erkennen. Das Vorkommen von Thermal- und Mineralquellen (Wiesbaden, Weilbach, Bad Homburg vor der Höhe) verdient Erwähnung.

### Naturräumliche Gliederung
Das Main-Taunusvorland gliedert sich naturräumlich wie folgt:
- (zu D53 - Oberrheinisches Tiefland)
  - (zu 23 - Rhein-Main-Tiefland)
    - 235 Main-Taunusvorland (321,38 km²)
      - 235.0 Wiesbadener Taunusvorland (129,26 km²)
        - 235.00 Wiesbadener Bucht (51,39 km²)
        - 235.01 Hochheimer Ebene (77,87 km²)

      - 235.1 Nordöstliches Main-Taunusvorland (169,04 km²)
      - 235.2 Homburger Bucht (23,08 km²)

Der Umweltatlas Hessen gliedert die häufig ebenfalls zum Taunusvorland gerechnete Hornauer Bucht, die sich unmittelbar östlich an den Eppsteiner Horst anschmiegt, bei Schwenzer mit der Gebietskennziffer 235.2 bezeichnet, mit der Kennziffer 300.11 dem Vortaunus zu.

## Allgemeine Quellen
- Bundesamt für Naturschutz: Kartendienste